# Priscaphander
Priscaphander is een geslacht van uitgestorven weekdieren uit de klasse van de Gastropoda (slakken). Exemplaren van dit geslacht zijn slechts als fossiel bekend.

## Soort
- Priscaphander cingulatus (P. Marshall, 1917) †